# Aeroportul Parsabad-Moghan
Aeroportul Parsabad-Moghan (IATA: PFQ, ICAO: OITP) este un aeroport din Provincia Ardabil, Iran ce deservește zona Parsabad.
Situat la o altitudine de 77 m, aeroportul dispune de o singură pistă.